# Ormes (Eure)
Ormes település Franciaországban, Eure megyében. Lakosainak száma 460 fő (2022. január 1.). Ormes Claville, Émanville, Ferrières-Haut-Clocher, Graveron-Sémerville, Portes és Le Tilleul-Lambert községekkel határos.

## Népesség
A település népességének változása:
| Lakosok száma | 255  | 309  | 389  | 437  | 511  | 512  | 489  | 479  | 479  | 460  |
|               | 1968 | 1982 | 1990 | 2006 | 2013 | 2015 | 2017 | 2019 | 2020 | 2022 |